# Bibi Dumon Tak
Margareta Anna (Bibi) Dumon Tak (Rotterdam, 21 december 1964) is een Nederlandse schrijfster, die voornamelijk non-fictie voor kinderen schrijft. Dumon Tak heeft met haar boeken enkele grote prijzen gewonnen, waaronder in 2018 voor haar hele oeuvre de prestigieuze, driejaarlijkse Theo Thijssen-prijs voor kinder- en jeugdliteratuur.

## Biografie
Bibi Dumon Tak had twee schildpadden, een poes, een kom met vissen, paarden, een pony en een teckel. Omdat ze altijd zo bezig was met dieren, wilde ze dierenarts worden of anders ornitholoog. Hiervoor had ze al op elfjarige leeftijd een eigen vogelboek geschreven. Haar passie voor dieren kwam later terug in haar boeken. Ook stelde ze zich beschikbaar als lijstduwer voor de Partij voor de Dieren.
Na de middelbare school studeerde Dumon Tak Nederlandse taal- en letterkunde aan de Universiteit Utrecht. In 2001 verscheen haar eerste boek: Het koeienboek. Dit was het meest informatieve kinderboek van 2002, waarvoor ze een Zilveren Griffel kreeg.
De boeken die volgden gingen allemaal over dieren, met uitzondering van Camera loopt... actie! (2003) in opdracht van Querido. Dit gaat over de opnames van de film Polleke, die gebaseerd is op de boeken van Guus Kuijer.
In 2006 schreef Dumon Tak het Kinderboekenweekgeschenk van 2006: Laika tussen de sterren. Dit verhaal gaat onder andere over het Russische hondje Laika, het eerste levende wezen dat in 1957 in de ruimte is geweest. Laika reisde met de Spoetnik II die op 3 november 1957 vanuit Baikonoer werd gelanceerd.
Haar eerste boek dat niet voor kinderen bedoeld was verscheen in 2007, Rotjongens. Het gaat over het leven in een jeugdgevangenis. Voor dit boek sprak ze met jeugdige gevangenen.
Op 2 oktober 2012 ontving ze voor Winterdieren - en na enkele eerdere Zilveren Griffels - de hoogste waardering voor een Nederlandstalig kinderboek: de Gouden Griffel.
Haar roman voor volwassenen De dag dat ik mijn naam veranderde (2020) werd in maart 2021 genomineerd voor de Boekhandelsprijs. In dat jaar schreef Dumon Tak ook De eik was hier, het kinderboek voor de Maand van de Filososofie, over de snelwegeik bij Ulvenhout.
Bij de opening van het jachtseizoen in 2021 verscheen Dumon Taks In een groen knollenland. Een schotschrift tegen de jacht.
In augustus 2023 was zij een van de gasten in het televisieprogramma Zomergasten.

## Bekroningen
- 2002 - Zilveren Griffel voor  Het koeienboek[3]
- 2004 - Zilveren Griffel voor Camera loopt... actie!
- 2007 - Zilveren Griffel voor Bibi’s bijzondere beestenboek
- 2010 - Zilveren Griffel voor Fiet wil rennen
- 2011 - Prentenboek van het jaar voor Fiet wil rennen
- 2012 - Gouden Griffel voor Winterdieren
- 2017 - Zilveren Griffel voor Siens hemel
- 2018 - Theo Thijssen-prijs voor haar gehele oeuvre
- 2019 - Zilveren Griffel voor Laat een boodschap achter in het zand
- 2023 - Woutertje Pieterse Prijs en Zilveren Griffel, samen met illustrator Annemarie van Haeringen voor Vandaag houd ik mijn spreekbeurt over de anaconda

## Bestseller 60
| Boeken met noteringen in de Nederlandse Bestseller 60 | Jaar van verschijnen | Datum van binnenkomst | Hoogste positie | Aantal weken | Opmerkingen                                 |
| ----------------------------------------------------- | -------------------- | --------------------- | --------------- | ------------ | ------------------------------------------- |
| Bibi's bijzondere beestenboek                         | 2006                 | 11-10-2006            | 59              | 1            | met tekeningen van Fleur van der Weel       |
| Fiet wil rennen                                       | 2009                 | 19-01-2011            | 20              | 4            | Prentenboek van het jaar 2011               |
| Fiet wil rennen + DVD                                 | 2009                 | 26-01-2011            | 1(1wk)          | 6            | Prentenboek van het jaar 2011               |
| Winterdieren                                          | 2011                 | 10-10-2012            | 10              | 2            | Gouden Griffel                              |
| Vandaag houd ik mijn spreekbeurt over de anaconda     | 2022                 | 19-04-2023            | 19              | 7            | in samenwerking met Annemarie van Haeringen |
| De dag dat ik mijn naam veranderde                    | 2021                 | 23-08-2023            | 33              | 2            |                                             |

## Politiek
Dumon Tak was lijstduwer voor de Partij voor de Dieren met de Tweede Kamerverkiezingen 2017. Ze stond op plek 33 en behaalde 381 voorkeursstemmen.
Ook voor de Tweede Kamerverkiezingen van 2021 was Dumon Tak lijstduwer op de PvdD-kandidatenlijst, dit keer op plek 39.